# 笹根川
笹根川（ささねがわ）は、埼玉県川口市を流れる準用河川。芝川支流。長さ2.5 km、流域面積2.15 km²。

## 概要
川口市西新井宿付近の東京外環自動車道（国道298号）と東北自動車道との交差地点にある川口ジャンクション西側を流れ、川口市立グリーンセンター脇を通過し、見沼代用水東縁をくぐる。さらに南流し、川口自動車学校と埼玉県立鳩ヶ谷高等学校の間を流れ、芝川の境橋付近で芝川に合流する。下流では一部流路の変更が行われ、暗渠化されている。また、洪水対策として建設された笹根川放水路があり、笹根川の芝川合流点より西側で芝川に合流している。
2021年現在、イオンモール川口―川口市立グリーンセンター間での自動運転バス運行計画が川口市で進められている。

## 周辺施設
- 川口市立神根小学校
- イオンモール川口
- 埼玉県立鳩ヶ谷高等学校（旧NHK鳩ヶ谷放送所）